# Metod Humar
Metod Humar, slovenski alpinist, gorski vodnik in gorski reševalec * 2. julij 1939, Nožice na Gorenjskem, † 15. april 2012.
Je dobitnik zlatega priznanja občine Kamnik in častnega znaka Gorske reševalne zveze Slovenije.

## Življenje
Metod se še ni zavedal življenja, ko je že vzljubil gore. Vsakodnevno je iz rojstne vasi Nožice občudoval Kamniško-Savinjske Alpe. Pravi, da je hotel videti, kaj je na drugi strani gora. Hrepenenje se je z leti stopnjevalo. Izbral si je kamnoseški poklic in se pogosto pošalil, da bo tako znal vsaj dobro zabiti varovalne kline v trdo skalovje.
V alpinizmu se je začel uriti, ko mu je bilo 17 let. Plezalne veščine je dojemal s Tonetom Škarjo . Posebej je prisluhnil nasvetom starejšega alpinista Mihola Habjana. Davnega leta 1958 je bil sprejet za pripravnika gorske reševalne službe. Bilo mu je 19 let. “Takrat smo Slovenci živeli bedno. Štiri mesece je bilo treba delati za navadno kolo,“ nam je oni dan pripomnil na svojem domu v Šmarci.

## Delo
Metod Humar je precejšen del svojega življenja v gorah posvetil gorskemu reševanju. Več kot 35 let je bil izjemno dejaven v gorski reševalni službi na reševalni postaji Kamnik. Sodeloval je v več kot 200 gorskih reševalnih oziroma iskalnih akcijah.  V teh letih je izmed ponesrečenih v gorah ostalo živih okoli 70 odstotkov ljudi. Gorsko reševanje je Metod Humar v zadnjem obdobju v glavnem zamenjal z vzgojo mladine v alpinistični šoli. Mladim je rad pojasnjeval častni planinski kodeks, jim prenašal fizične izkušnje in duhovna spoznanja. Tega je v planinah skozi desetletja sam veliko doživel. Menil je, da je novodobni alpinizem usmerjen preveč fizčno, telesno. Pozablja se na duhovnost, na prijazno, spodbudno besedo, ki je potrebna soljudem. Mladimje pripovedoval, kako slabo so bili v njegovi mladosti opremljeni gorski reševalci. Danes so na voljo sodobna oprema, helikopter, izurjena zdravniška ekipa... A gorniki so po njegovem včasih bolj prijateljevali, si medsebojno nesebično pomagali. Bili so velika družina. In prav to je želel privzgojiti mladim. 

## Pomembnejše odprave
- 1965: član JAHO II, odprava na Kangbačen, 7902 m